# Nicolas Conteray Lallemant
Nicolas Conteray Lallemant, dit aussi Nicolas Lallemant ou Nicolas Conteray de Lallemant, né à Renwez (Ardennes) le 26 avril 1739 et mort à Paris le 11 octobre 1829 à 90 ans, est un mathématicien français. 

## Biographie
Professeur de mathématiques à Reims, il occupe la chaire de mathématiques pendant 32 ans. Il devient examinateur d'admission pour le génie, l'artillerie et  l’École des Ponts et Chaussées. C'est un collaborateur de la Bibliothèque des Théreuticographes.
Il est membre de l'Institut de France, de 1796-1816, et membre de l'Académie des sciences de 1816 à 1829

### Parenté
Il est le frère de Richard-Gontran Lallemant  et de Xavier-Félix Lallemant.

## Sources biographiques
- Jean-Baptiste-Joseph Boulliot, Biographie ardennaise ou Histoire des Ardennais qui se sont fait remarquer par leurs écrits, leurs actions, leurs vertus et leurs erreurs, Paris, 1830, vol.2, p.483 .
- R. Létinois, Biographie générale des Champenois célèbres, morts et vivants, Paris, 1834 (lire en ligne), p. 80.
- Anonyme (François-Xavier de Feller ?), Dictionnaire historique des hommes qui se sont fait un nom par leur génie, leurs talents, leurs vertus, leurs erreurs ou leurs crimes, depuis le commencement du monde jusqu'à nos jours, tome 11 (Laan-Louis XI), Bruxelles : chez H. Ode, 1845, p. 53 (lire en ligne)